# Четвёртый вид
«Четвёртый вид» (англ. The Fourth Kind) — американский фантастический фильм. Название позаимствовано из классификации Дж. Аллена Хайнека близких контактов с инопланетными формами жизни, в которых четвёртая степень (или вид) означает похищение. Действие фильма происходит в маленьком городке Ном на Аляске и содержит отчёт о событиях 2000 года от лица психолога доктора Эбигейл Тайлер, которая невольно для себя понимает, что с её пациентами происходят странные вещи.

## Сюжет
На территории Аляски происходят необъяснимые исчезновения людей. Несмотря на все усилия ФБР, расследования зашли в тупик, и тайна по-прежнему не раскрыта. Психиатр Эбигейл Тайлер начинает записывать на видео беседы со своими пациентами и обнаруживает нечто очень страшное и пугающее.

## В ролях
- Милла Йовович — Эбби Тайлер
- Шарлот Милхард — Эбби Тайлер (в псевдодокументальных вставках)
- Уилл Пэттон — шериф Аугуст
- Хаким Кае-Казим — Аволова Одусами
- Кори Джонсон — Томми Фишер
- Энзо Силенти — Скотт Стракински
- Элиас Котеас — Эйбол Кампус
- Эрик Лорен — Диптм Райан
- Миа Маккенна-Брюс — Эшли Тайлер
- Рафаэль Коулмэн — Ронни Тайлер
- Дафна Александр — Тереса
- Алиша Ситон — Синди Стракински
- Тайн Рафаэли — Сара Фишер
- Сара Хотон — Джессика
- Юлиан Вергов — Уилл Тайлер
- Павел Стефанов — Тимоти Фишер
- Валентин Ганев — Резидент

## Съёмочная группа
- Режиссёр — Олатунде Осунсанми
- Сценаристы — Олатунде Осунсанми, Терри Роббинс
- Продюсер — Пол Брукс, Джо Карнахан, Гай Данелла
- Оператор — Лоренцо Сенаторе
- Звукооператор —Брайан Кэмпбелл, Крис Фенске , Кристина Маклеод.
- Художник — Алексей Karagyaur, Аксель Никола
- Композитор — Этли Орварссон

Роль Эбигейл Тайлер в «документальных» видеовставках сыграла актриса Шарлот Милхард.
Согласно CNN, существовали реальные случаи исчезновения людей в Номе. ФБР было привлечено к расследованию в 2005 г.: «В 20 случаях исчезновений ФБР установило, что причинами являлись алкоголь и низкая температура. Девять тел не были найдены.»